# Wolder Schele (Jurist, 1702)
Wolder Schele (* 14. Juli 1702 in Hamburg; † 7. Dezember 1785 ebenda) war ein deutscher Jurist, Hamburger Ratssekretär und Protonotar.

## Herkunft und Familie
Schele war ein Sohn des Präses des Hamburger Niedergerichts Johann Schele (1652–1709) aus dessen zweiter Ehe mit Agneta Rumpff, Tochter von Hieronymus Rumpff (1632–1675) und Witwe von Johann Joachim von Kampe (1658–1690).
Der Hamburger Ratssyndicus Wolder Schele (1649–1700) war sein Onkel. Der Bürgermeister Martin Hieronymus Schele (1699–1774) war sein älterer Bruder.
Schele hatte sich dreimal verheiratet. Die erste Ehe ging er 1740 mit Anna Maria Sara Schele (1717–1741), Tochter seines Vetters, des Bürgermeisters Martin Lucas Schele (1683–1751), ein. Die zweite Ehe schloss Schele 1743 mit Anna Catharina de Dobbeler (1714–1749), Tochter des Kaufmanns und Juraten an Sankt Nikolai Diedrich de Dobbeler (1672–1727). Seine dritte Ehefrau wurde 1751 Lucia Wiese (1720–1771), Tochter des Bürgermeisters Hinrich Diederich Wiese. Von seinen Kindern heiratete eine Tochter aus der zweiten Ehe, Maria Agneta Schele (1746–1830), zuerst den Ratsherrn Hans Jacob Faber (1740–1784) und nach dessen Tod den Ratssyndicus Nicolaus Matsen (1739–1794).

## Leben und Wirken
Nach seiner Schulbildung studierte Schele Jurisprudenz und schloss sein Studium am 6. Dezember 1727 mit einer Dissertation bei Albert Voget an der Universität Utrecht als Lizenziat beider Rechte, des kanonischen und weltlichen Rechts, ab.
Nach seinem Studium kehrte er nach Hamburg zurück und ließ sich hier als Advokat nieder. Am 29. Juni 1740 wurde er zum Ratssekretär gewählt und am 19. Juni 1747 zum Protonotar. Dieses Amt führte er bis zu seinem Tod im Jahr 1785. Sein Nachfolger wurde Franz Michael Poppe (1724–1800).

## Werke (Auswahl)
- Dissertatio inauguralis de auctoritate judicis in variis actibus privatis adhibenda. Alexander van Megen, Utrecht 1727, OCLC 65006098 (Digitalisat bei Google Books [abgerufen am 26. November 2014]).